# Premierzy Seszeli
| Osoba                          | Osoba   | Osoba                          | Kadencja          | Kadencja        | Partia polityczna |
| #                              | Portret | Imię i Nazwisko                | Od                | Do              | Partia polityczna |
| ------------------------------ | ------- | ------------------------------ | ----------------- | --------------- | ----------------- |
| –                              |         | James Mancham (1939–2017)      | 12 listopada 1970 | 28 czerwca 1976 | SDP               |
| wakat od 28 do 29 czerwca 1976 |         |                                |                   |                 |                   |
| 1                              |         | France-Albert René (1935–2019) | 29 czerwca 1976   | 5 czerwca 1977  | SPPF              |
| urząd zniesiony 5 czerwca 1977 |         |                                |                   |                 |                   |